# The Walt Disney Company CIS
Walt Disney Company CIS (litt. Société Walt Disney CEI) est une filiale créée en Russie en 2006 de la Walt Disney Company.

## Historique
Après l'effondrement de l'Union soviétique, les productions de l'entreprise Disney prennent une place de plus en plus importante dans le rôle culturel et la vie quotidienne des Russes. En 1998, la chaîne de télévision ORT a commencé à diffuser l'émission Disney Club, qui jouit aujourd'hui du même succès auprès des enfants russes.
En 1999, la maison d'édition Egmont Russie commence la publication de magazines pour enfants sous licences Disney.
Le long métrage Toy Story 2, sorti en 1999 aux États-Unis, est diffusé en Russie en 2001.
En 2002, The Walt Disney Company adapte en russe de nombreux jeux vidéo pour différentes plates-formes de jeu. Elle est depuis le leader incontesté sur le marché du logiciel de loisir éducatif.
Le 31 mars 2003, Le Roi lion fait sa première dans les salles de cinéma de Russie, avec certaines salles en IMAX.
En 2005, un spectacle a été organisé dans le Palais des Congrès du Kremlin pour la première fois Le Bal de Cendrillon, un double spectacle Disney Princess de quatre heures.
Le 9 mars 2006, Walt Disney International annonce la création de la Walt Disney Company (Russia) afin de gérer les intérêts de Disney en Russie,.
Le 1er avril 2006, Walt Disney Company CIS est créé à Moscou comme une filiale de la Walt Disney Company gérant les activités du groupe en Russie, selon les principaux domaines suivants : Films, DVD, Télévision-Internet, produits dérivés Disney, Licences d'édition et production-distribution de jeux vidéo
Depuis sa fondation, le directeur général de «Walt Disney Company CIS» est Marina Zhigalova-Ozkan, qui a occupé des postes de direction dans les grandes entreprises de Russie dont six ans chez «Prof-Media».
En 2006, la collection de DVD Collector a été lancée en Russie avec plusieurs titres dont La Petite Sirène et Peter Pan, suivi en 2007 par Le Livre de la jungle et en mars 2008 par Les 101 dalmatiens (ce qui correspond aux dates de publications américaines).
L'année 2007 est très chargée pour Disney en Russie : 
- Disney crée avec Sony Pictures Buena Vista Sony Pictures Releasing CIS une coentreprise pour la distribution des films de Sony Pictures, Walt Disney Pictures, Pixar, Touchstone, Miramax, Buena Vista International dont Ratatouille et Pirates des Caraïbes : Jusqu'au bout du monde.
- En septembre 2007, ORT a lancé la diffusion du monde magique de Disney comprenant des explications sur l'animation par Ivan Urgant et des longs métrages de Walt Disney Pictures. L'émission Disney Club est aussi diffusée sur STS & Kanal 31.
- La publication de la revue éducative Magic English est lancée cette même année par Egmont Russie. Cette société publie plus de 700 000 exemplaires des plus de 350 titres pour enfants associés à Disney générant plus de 6 millions de dollars de revenus.
- Le spectacle Disney Princess de Disney on Ice est présenté à Moscou et à Saint-Pétersbourg.
- Un spectacle familial nommé Big Parade multi-Gun (Большой Парад «Мульти-Пульти), organisée par le Gouvernement de Moscou et parrainé Disney afin de présenter pour la première fois le monde de Winnie l'ourson.
- Le 15 septembre 2008, Disney annonce le lancement de sa première coproduction de film en Russie avec Le Livre des maîtres réalisé par Vadim Sokolovsky[3]

En décembre 2008, Disney crée une coentreprise avec Media-1 pour entamer la création d'un réseau de 30 chaînes de télévision. Walt Disney Company CIS détient 49 % de la nouvelle société.
Le 20 février 2009, la commission anti-monopole russe suspend l'achat par Disney de 49 % du groupe russe Media-1. La société Catalpa Investments filiale russe de Disney avait demandé l'aval de la commission pour l'achat de 49 % de la nouvelle société MO-TV-Holdings, créée à l'occasion pour détenir le groupe télévisuel russe Media-1, ce qui aurait permis à Disney de lancer une chaîne Disney Channel en Russie parmi d'autres possibilités. Le 29 octobre 2009, le film Le Livre des maîtres (ru) sort en salle, c'est la première production de Walt Disney Pictures en Russie par sa filiale locale Disney CIS,. Un mois après sa sortie dans 800 salles il a récolté plus de 10 millions d'USD.
Le 7 avril 2010, Disney et Mobile TeleSystems annoncent un contrat de distribution des films Disney sur le réseau internet russe via le site Omlet.ru,. Le 10 août 2010, Disney lance une version russe de Disney Channel comme chaîne optionnelle sur plusieurs réseaux câblés. En 2011 elle est devenue une chaîne de base de ces bouquets.
Le 20 octobre 2011, Disney annonce un contrat de production d'une série télévisée pour la chaîne russe Pervi Kanal. Le 27 octobre 2011, Disney achète 49 % de la société UTH Russia, propriétaire des chaînes SiemTV et Muz-TV, et annonce le renommage de la chaîne SiemTV en Disney Channel Russia. UTH résulte de la fusion en septembre 2009 de Media-1 et Art Finance Media Holding.
Le 31 décembre 2011, SiemTV est remplacée par Disney Channel Russia mais la chaîne est détenu à 51 % par UTH et 49 % par Disney.
Le 25 novembre 2013, Warner Music et Disney signent un contrat de distribution des musiques de films de Disney en Russie à la suite du rachat par Warner l'année précédente du label russe Gala Records, créé en 1988 et partenaire de longue date de Disney. Le 27 décembre 2013, Disney signe un contrat avec Tricolor TV pour diffuser des films et des séries sur la plateforme russe SuperKino HD.
Le 24 novembre 2014, à la suite d'un projet de loi visant à réduire à 20% les participations étrangères, Disney pourrait se retirer du marché russe.
Le 30 septembre 2015, Lionsgate signe un contrat de distribution pour la Russie avec Walt Disney Studios Distribution,.
Le 25 janvier 2016, la société russe d'aide à l'implantation de boutiques Ideas4retail annonce le lancement par Disney Russia de deux marques destinées au marché russe, Disney Play (jouets) et Disney Style (vêtements) dans les centres commerciaux[réf. souhaitée]. Le 18 juillet 2016, Disney Russia annonce le retour de production locale en Russie avec un film fantastique nommé Last Hero,.
Le 4 mars 2017, le ministre de la culture Russe Vladimir Medinski pourrait interdire la diffusion du film La Belle et la Bête (2017) en raison d'une scène homosexuelle,. Le 11 octobre 2017, la première du film Le Dernier Chevalier a lieu à Moscou, une coproduction locale en Russie. Le 30 octobre 2017, le film Le Dernier Chevalier récolte 6,9 millions d'USD en première semaine en Russie. Le 1er décembre 2017, la première Disney Store russe ouvre à Moscou grâce au partenariat avec Ideas4Retail entamée en janvier 2016 et 5 autres sont prévues,.
Le 20 février 2018, Disney Russie annonce la production d'une suite à la co-production russe Le Dernier Chevalier (2017).

## Thématique

### Cinéma
- 2009 : Le Livre des maîtres (ru) (Книга мастеров)
- 2017 : Le Dernier Chevalier (Последний богатырь)
- 2020 : Le Dernier Chevalier : La racine du mal (Последний богатырь: Корень зла)
- 2022 : Le Dernier Chevalier 3 (Последний богатырь 3)

### Télévision
- Disney Channel Russie (49 % en direct)
- UTH Russia (49 %)
  - Muz-TV
  - SiemTV (fermée en 2011)
  - Disney Channel Russie (51 % restant)

### Presse
Au travers du groupe de presse danois Egmont.

### Produits de consommations
- Disney Style (vêtements)
- Disney Store
  - 4 boutiques à Moscou, dont la première de 300 m2 ouverte le 1er décembre 2017, à côté du Hamleys
- 1 à Saint-Pétersbourg
- 1 au sud de la Russie

## Sources
- Disney в России (Disney in Russia)